# Karina Arroyave
Karina Arroyave (* 16. Juli 1969 in Kolumbien) ist eine US-amerikanische Schauspielerin kolumbianischer Abstammung.

## Leben
Arroyave schloss die New Yorker Kunstschule LaGuardia High School ab und zog an die Westküste der USA. Sie debütierte im Jahr 1988 in der Fernsehserie As the World Turns, in der sie bis zum Jahr 1994 auftrat. Im Filmdrama Der knallharte Prinzipal (1989), welches mehrfach für den Young Artist Award nominiert wurde und zwei Image Awards erhielt, war sie an der Seite von Morgan Freeman zu sehen.
Im Thriller Falling Down – Ein ganz normaler Tag (1993) verkörperte Arroyave die Freundin von einem der Latino-Gangster, deren Waffen von William „D-Fens“ Foster (Michael Douglas) gestohlen und benutzt wurden. Im Thriller Die Geschworene (1994) mit Joanne Whalley, Armand Assante, Gabriel Byrne und William Hurt spielte sie eine der Geschworenen. Im Thriller 187 – Eine tödliche Zahl (1997) war sie neben Samuel L. Jackson in einer der größeren Rollen zu sehen. Eine größere Rolle spielte sie auch im ein Jahr später veröffentlichten Fernsehfilm Shock Television.

## Filmografie (Auswahl)
- 1988–1994: As the World Turns (Fernsehserie)
- 1989: Der knallharte Prinzipal (Lean on Me)
- 1993: Falling Down – Ein ganz normaler Tag (Falling Down)
- 1994: Machen wir’s wie Cowboys (The Cowboy Way)
- 1994: Die Geschworene (Trial by Jury)
- 1995: Dangerous Minds – Wilde Gedanken (Dangerous Minds)
- 1997: 187 – Eine tödliche Zahl (One Eight Seven)
- 1998: Shock Television (Fernsehfilm)
- 1998, 2004: New York Cops – NYPD Blue (NYPD Blue, Fernsehserie, 2 Episoden)
- 1999: Undercover: In Too Deep (In Too Deep)
- 1999: Makellos (Flawless)
- 2001–2002: 24 (Fernsehserie, 10 Episoden)
- 2004: L.A. Crash (Crash)
- 2007: The Proctor (Kurzfilm)
- 2008: Adrift in Manhattan
- 2012: Mind Stroll (Kurzfilm)
- 2015: Detective Laura Diamond (The Mysteries of Laura, Fernsehserie, Episode 2x03)
- 2016: The Karma Club
- 2017: Lost Cat Corona
- 2017: Criminal Minds: Beyond Borders (Fernsehserie, Episode 2x03)
- 2018: Law & Order: Special Victims Unit (Fernsehserie, Episode 19x14)
- 2019: Orange Is the New Black (Fernsehserie, 6 Episoden)
- 2020: First One In
- 2021–2022: The Blacklist (Fernsehserie, 7 Episoden)
- 2023: You Can't Stay Here
- 2023: A Murder at the End of the World (Fernsehserie, 2 Episoden)
- 2024: FBI: Most Wanted (Fernsehserie, Episode 5x02)
- 2024: The Reunion